# Coëtlogon
Pour les articles homonymes, voir Coëtlogon.
Coëtlogon [kwɛtlogɔ̃] est une ancienne commune française située dans le département des Côtes-d'Armor, en région Bretagne. Elle fusionne le 1er janvier 2025 avec Le Cambout et Plumieux.

## Géographie

### Localisation
Coëtlogon est une commune située dans le centre Bretagne, elle appartient au canton de La Chèze.
L'économie de cette petite commune est essentiellement du secteur primaire, production agricole et élevage.
La commune est créée le 14 mai 1870 par démembrement de la commune de Plumieux.

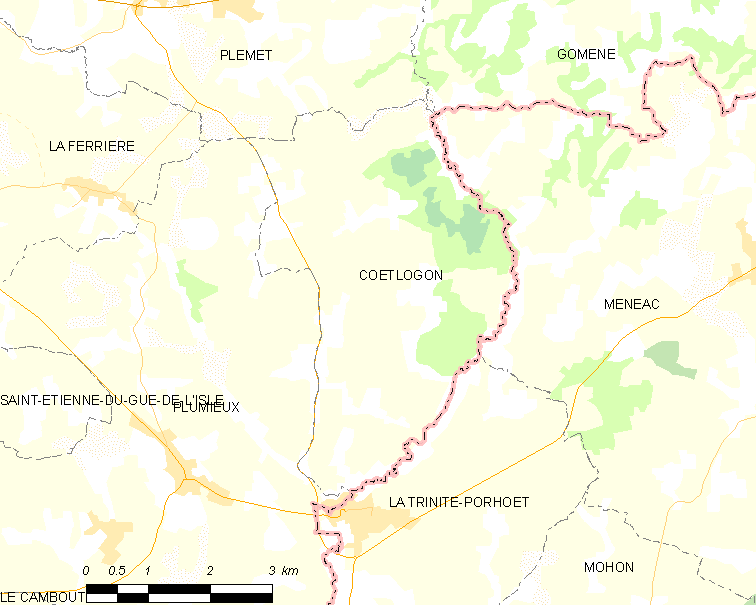
Carte de la commune de Coëtlogon.

| Plémet   |           | Gomené                        |
|          | Coëtlogon | Ménéac (Morbihan)             |
| Plumieux |           | La Trinité-Porhoët (Morbihan) |

### Climat
Pour des articles plus généraux, voir Climat de la Bretagne et Climat des Côtes-d'Armor.
En 2010, le climat de la commune est de type climat océanique franc, selon une étude du CNRS s'appuyant sur une série de données couvrant la période 1971-2000. En 2020, Météo-France publie une typologie des climats de la France métropolitaine dans laquelle la commune est exposée à un climat océanique et est dans une zone de transition entre les régions climatiques « Finistère nord  » et « Bretagne orientale et méridionale, Pays nantais, Vendée ». Parallèlement l'observatoire de l'environnement en Bretagne publie en 2020 un zonage climatique de la région Bretagne, s'appuyant sur des données de Météo-France de 2009. La commune est, selon ce zonage, dans la zone « Intérieur Est », avec des hivers frais, des étés chauds et des pluies modérées).
Pour la période 1971-2000, la température annuelle moyenne est de 10,9 °C, avec une amplitude thermique annuelle de 12 °C. Le cumul annuel moyen de précipitations est de 850 mm, avec 13,5 jours de précipitations en janvier et 6,9 jours en juillet. Pour la période 1991-2020, la température moyenne annuelle observée sur la station météorologique la plus proche, située sur la commune de Merdrignac à 11 km à vol d'oiseau, est de 11,7 °C et le cumul annuel moyen de précipitations est de 905,0 mm,. Pour l'avenir, les paramètres climatiques de la commune estimés pour 2050 selon différents scénarios d'émission de gaz à effet de serre sont consultables sur un site dédié publié par Météo-France en novembre 2022.

## Urbanisme

### Occupation des sols
L'occupation des sols de la commune, telle qu'elle ressort de la base de données européenne d’occupation biophysique des sols Corine Land Cover (CLC), est marquée par l'importance des territoires agricoles (79,4 % en 2018), une proportion sensiblement équivalente à celle de 1990 (79,7 %). La répartition détaillée en 2018 est la suivante : 
terres arables (58,7 %), forêts (20,6 %), zones agricoles hétérogènes (14,2 %), prairies (6,5 %). L'évolution de l’occupation des sols de la commune et de ses infrastructures peut être observée sur les différentes représentations cartographiques du territoire : la carte de Cassini (XVIIIe siècle), la carte d'état-major (1820-1866) et les cartes ou photos aériennes de l'IGN pour la période actuelle (1950 à aujourd'hui).

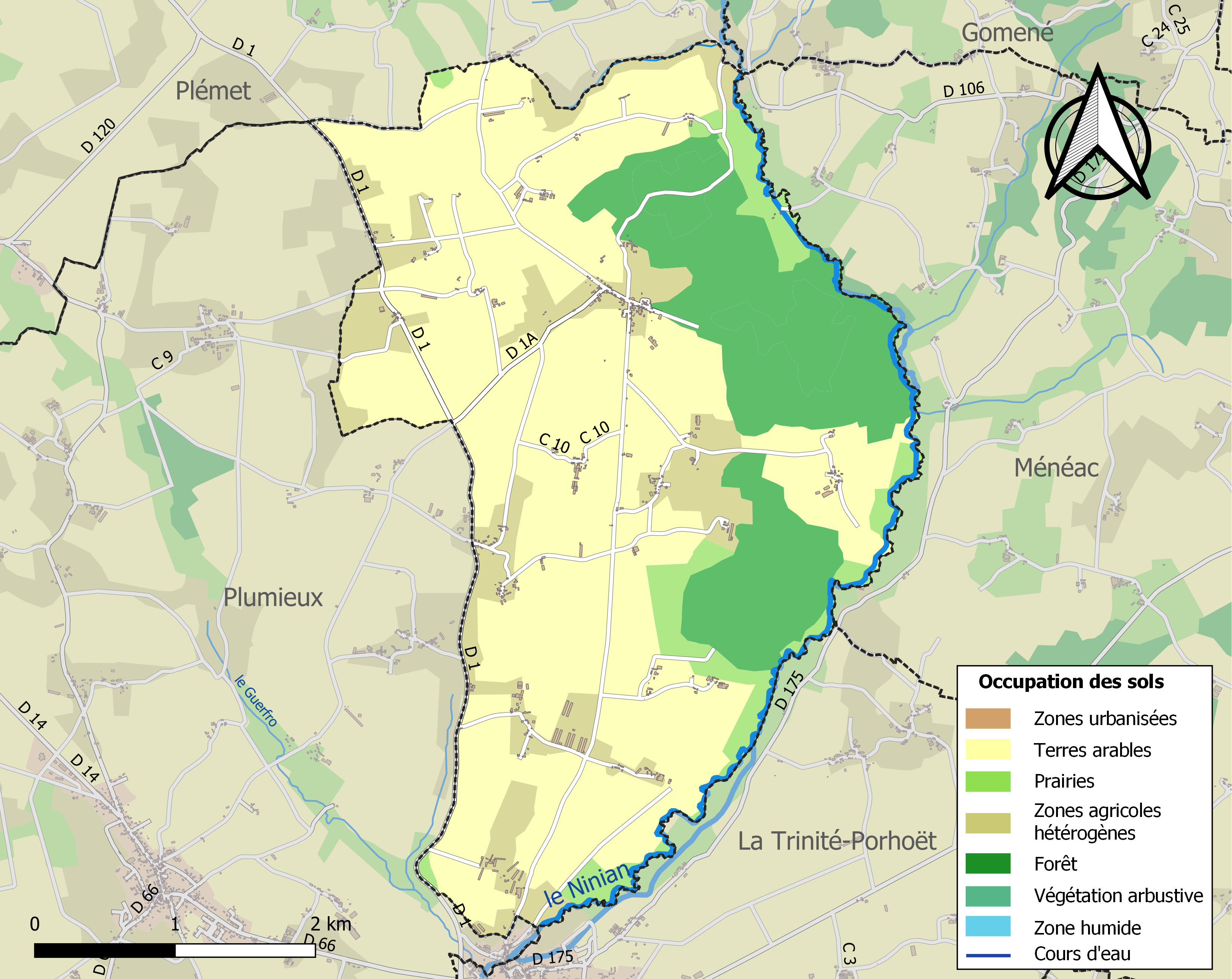
Carte des infrastructures et de l'occupation des sols de la commune en 2018 (CLC).

## Toponymie
Le nom de la localité est attesté sous la forme Coillogon en 1248.
Le nom de Coëtlogon vient du mot breton koad qui veut dire bois et du lieu-dit Logon, (loc Onenn, terre consacrée à Sainte Onenne)[réf. souhaitée].

## Histoire

### Révolution française et Empire
En l'an II (le 17 juillet 1795)  un combat opposa environ 3 000 royalistes, commandés par le chevalier de Tinténiac, retranchés dans le château de Coëtlogon (alors en Plumieux) à 400 soldats républicains, commandés par le général Crubler ; les royalistes allaient être battus quand une colonne de 800 hommes vint les soutenir et renverser le cours de la bataille. De nombreux soldats républicains et insurgés royalistes auraient été tués lors de ce combat au cours duquel le château de Coëtlogon fut incendié. Le chevalier de Tinténiac , surnommé "Le loup blanc", fut tué lors de cette bataille. La croix de Tinténiac, située route de Torquilly, se trouve à l'emplacement de la tombe du chevalier de Tinténiac.

### LeXXesiècle

#### La Première Guerre mondiale
Le monument aux Morts porte les noms de 44 soldats morts pour la Patrie pendant la Première Guerre mondiale.

#### L'Entre-deux-guerres

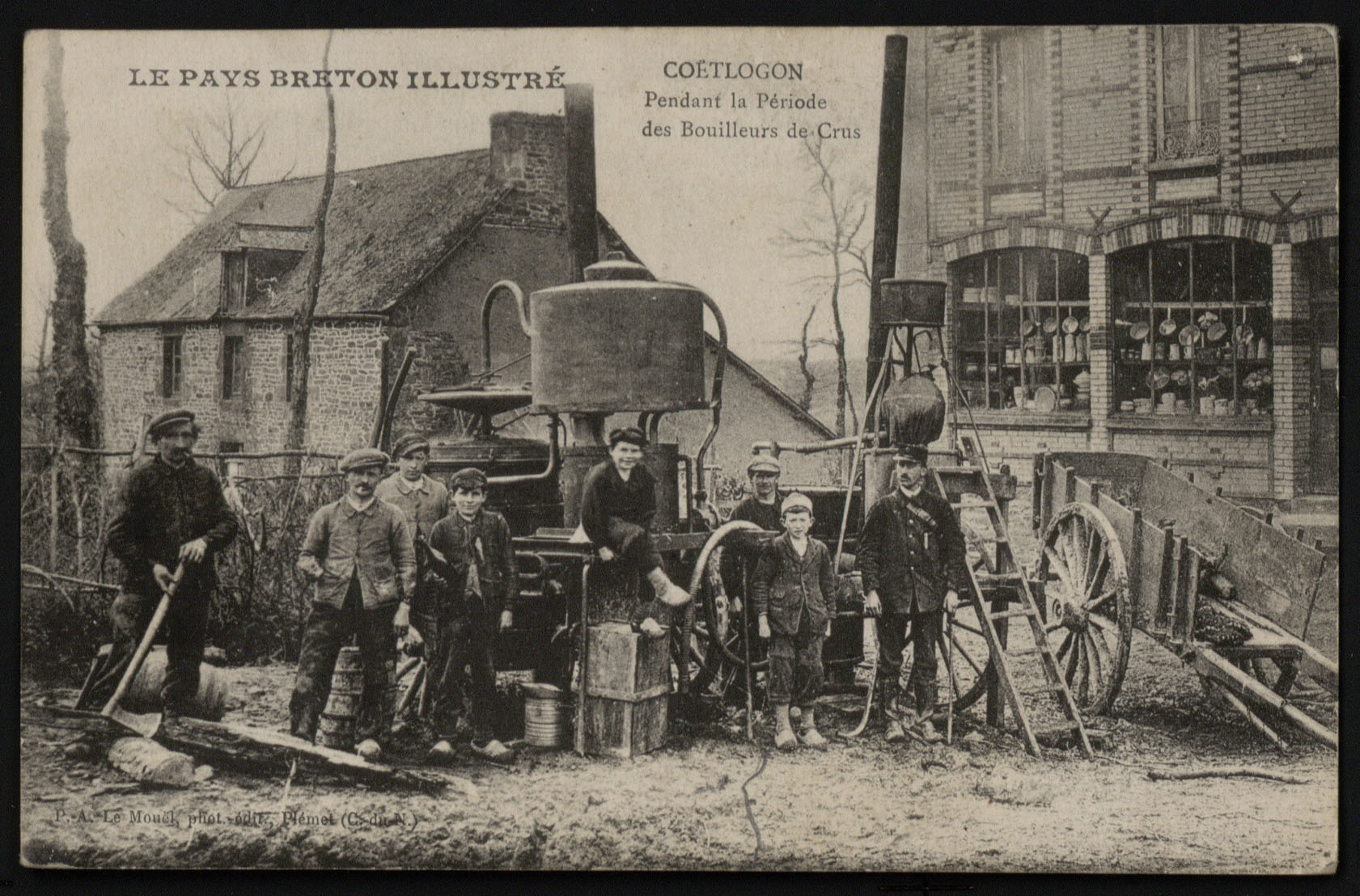
Bouilleurs de crus à Coëtlogon vers 1920.

#### La Seconde Guerre mondiale
Deux personnes originaires de Coëtlogon sont mortes pour la France pendant la Seconde Guerre mondiale.

### Le château de Coëtlogon

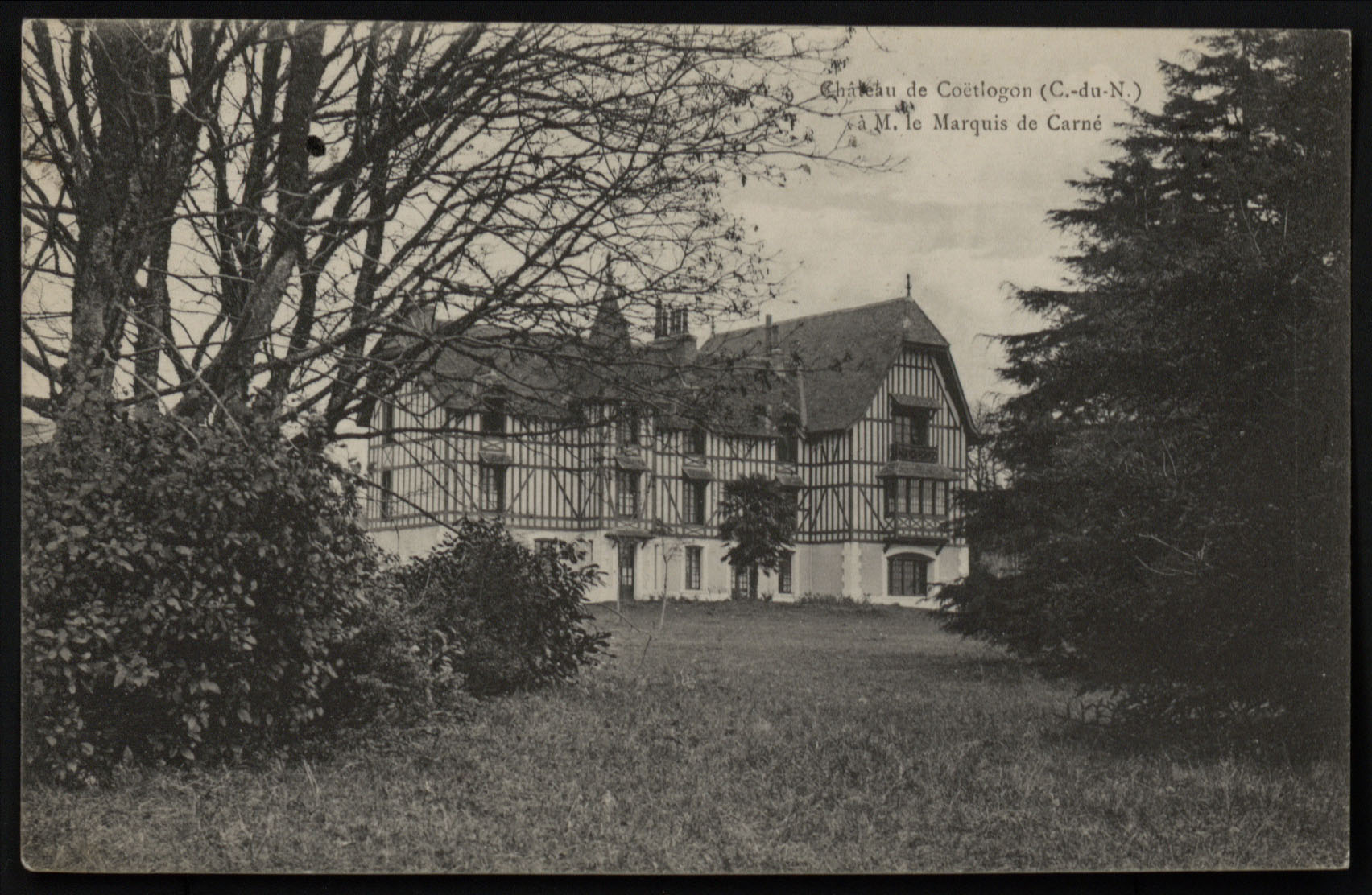
Le château de Coëtlogon vers 1938 (carte postale).

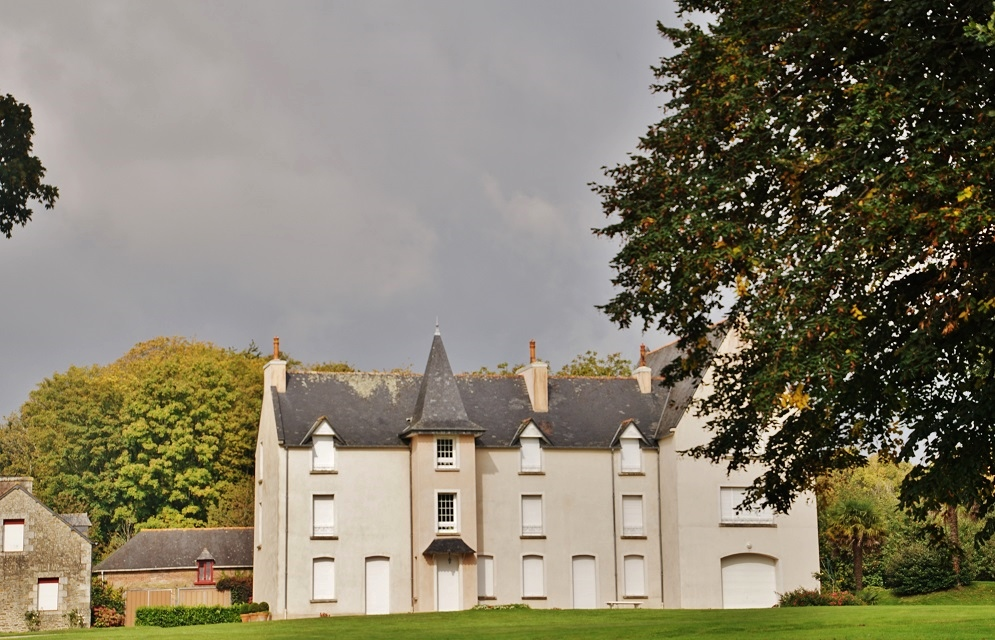
Le château de Coëtlogon.

Fief de la famille de Coëtlogon, la seigneurie de Coëtlogon a été érigée en marquisat en mai 1622 par Louis XIII au camp devant Royan en faveur de René de Coëtlogon (1582-1639).
Une motte castrale était située au lieu-dit les douves. Ce château primitif est abandonné à une date indéterminée pour un nouveau château édifié à cinq cents mètres au sud-ouest (lieu-dit le Bosquet). Un incendie détruit ce second château en 1720 et un troisième château est reconstruit en 1728 à l'emplacement actuel par César de Coëtlogon (1696-1742) avec l'aide financière de son grand-oncle, Alain Emmanuel de Coëtlogon officier de marine, nommé peu avant sa mort maréchal de France.
Louis-Marcel de Coëtlogon fut évêque de Saint-Brieuc.
En 1742, à la mort de César de Coëtlogon, le château passe par mariage à la famille de Carné.
Le château est vendu comme bien national en 1793 et de nouveau incendié lors de la bataille de Coëtlogon, le 17 juillet 1795 au cours de laquelle est tué le chevalier de Tinténiac. Resté en ruine, il est rasé à la fin du XIXe siècle.
Le château actuel a été construit en 1911 par Henri de Carné et remanié en 1948.

## Politique et administration
| Période                                  | Période       | Identité                                       | Étiquette | Qualité                                                                       |
| ---------------------------------------- | ------------- | ---------------------------------------------- | --------- | ----------------------------------------------------------------------------- |
|                                          |               | Francis Rouillard                              |           |                                                                               |
|                                          |               | Éliane Le Bris                                 |           |                                                                               |
| mars 1991                                | mars 2008     | Comte François de Carné-Trécesson de Coëtlogon | SE        | Châtelain de Coëtlogon, exploitant forestier Chevalier de la Légion d'honneur |
| mars 2008                                | décembre 2024 | Annie Robert Réélue pour le mandat 2020-2026   | DVD       | Agricultrice                                                                  |
| Les données manquantes sont à compléter. |               |                                                |           |                                                                               |

## Démographie
| 1866  | 1872 | 1876 | 1881 | 1886 | 1891 | 1896 | 1901 | 1906 |
| ----- | ---- | ---- | ---- | ---- | ---- | ---- | ---- | ---- |
| 1 008 | 656  | 692  | 720  | 730  | 758  | 748  | 766  | 721  |

| 1911 | 1921 | 1926 | 1931 | 1936 | 1946 | 1954 | 1962 | 1968 |
| ---- | ---- | ---- | ---- | ---- | ---- | ---- | ---- | ---- |
| 743  | 625  | 631  | 597  | 609  | 525  | 455  | 466  | 430  |

| 1975 | 1982 | 1990 | 1999 | 2006 | 2007 | 2012 | 2017 | 2022 |
| ---- | ---- | ---- | ---- | ---- | ---- | ---- | ---- | ---- |
| 383  | 315  | 261  | 249  | 236  | 234  | 238  | 213  | 225  |

## Culture locale et patrimoine

### Lieux et monuments
- L'église paroissiale Saint-Thuriau.
- Croix de cimetière du XVIIe.

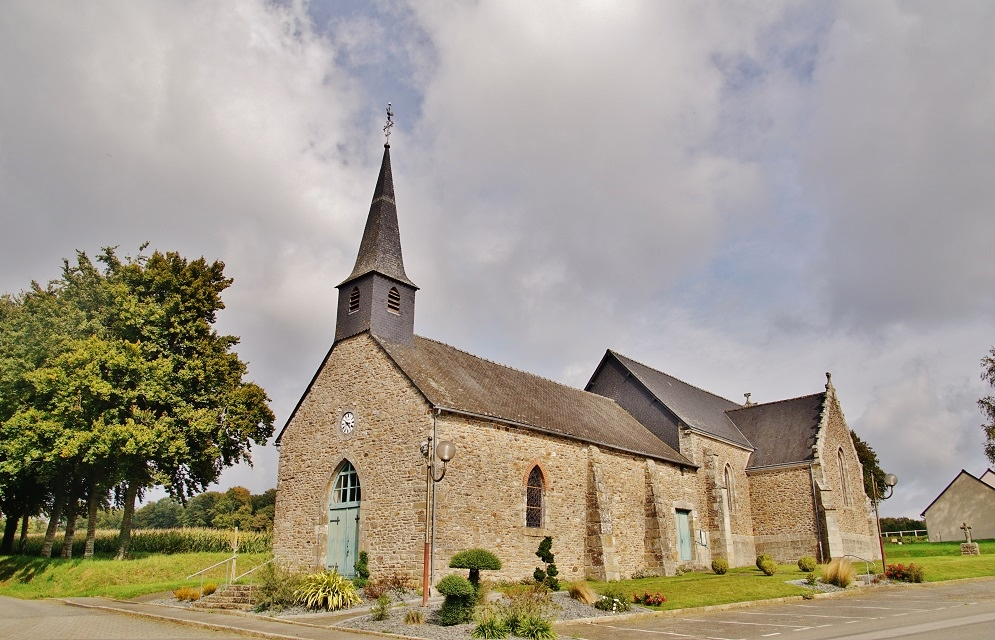
L'église Saint-Thuriau.
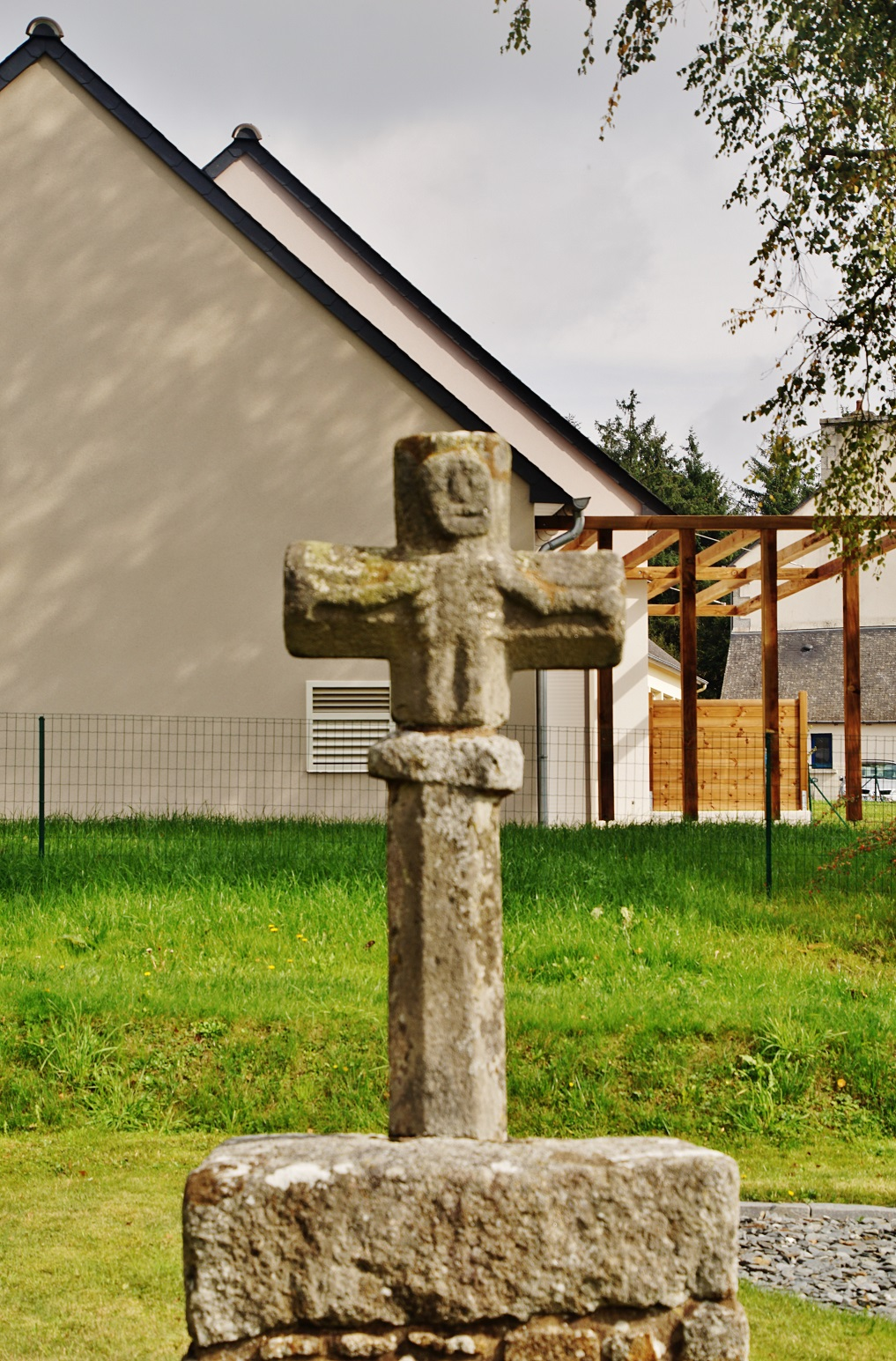
Croix de cimetière.

### Personnalités liées à la commune
- Vincent de Tinténiac, chevalier, chef chouan dit Loup Blanc, mort au château de Coëtlogon le 18 juillet 1795.
- Famille de Coëtlogon.

### Héraldique
| Blason de Coëtlogon | Blason  | De gueules à trois écussons d'argent chargés chacun de trois mouchetures d'hermine de sable. |
| Blason de Coëtlogon | Détails | Le statut officiel du blason reste à déterminer.                                             |

### Cartes
1. ↑  IGN, « Évolution comparée de l'occupation des sols de la commune sur cartes anciennes », sur remonterletemps.ign.fr (consulté le 15 juillet 2023).